# 岡野亜依
岡野 亜依（おかの あい、2000年4月17日 - ）は、日本の女子バレーボール選手である。

## 来歴
岡山県倉敷市出身。ママさんバレーをする母の影響で小学2年生からバレーボールを始めた。
岡山理科大学附属高等学校を経て、2019年、中国学園大学に進学。2022年、中国大学春季1部リーグでサーブレシーブ賞とレシーブ賞、秋季リーグで敢闘賞を受賞した。2022-23シーズン、V.LEAGUE DIVISION1 WOMEN（V1女子）に所属する岡山シーガルズの内定選手となった。
2023年、大学卒業後に、岡山シーガルズに入団した。入団1シーズン目となる2023-24シーズンにV1女子の試合に出場し、Vリーグデビューを果たした。

## 所属チーム
- 岡山理科大学附属高等学校（2016-2019年）
- 中国学園大学（2019-2023年）
- 岡山シーガルズ（2023年-）

## 受賞歴
- 2022年 - 中国大学春季1部リーグ サーブレシーブ賞、レシーブ賞
- 2022年 - 中国大学秋季1部リーグ 敢闘賞